# Malthonea albomaculata
Malthonea albomaculata là một loài bọ cánh cứng trong họ Cerambycidae.